# Batalha de Bagdá (2003)
A Batalha de Bagdá (português brasileiro) ou Batalha de Bagdade (português europeu), também conhecida  como Queda de Bagdá, foi a invasão e conquista da capital iraquiana em abril de 2003, como parte da invasão anglo-americana do Iraque.

## História

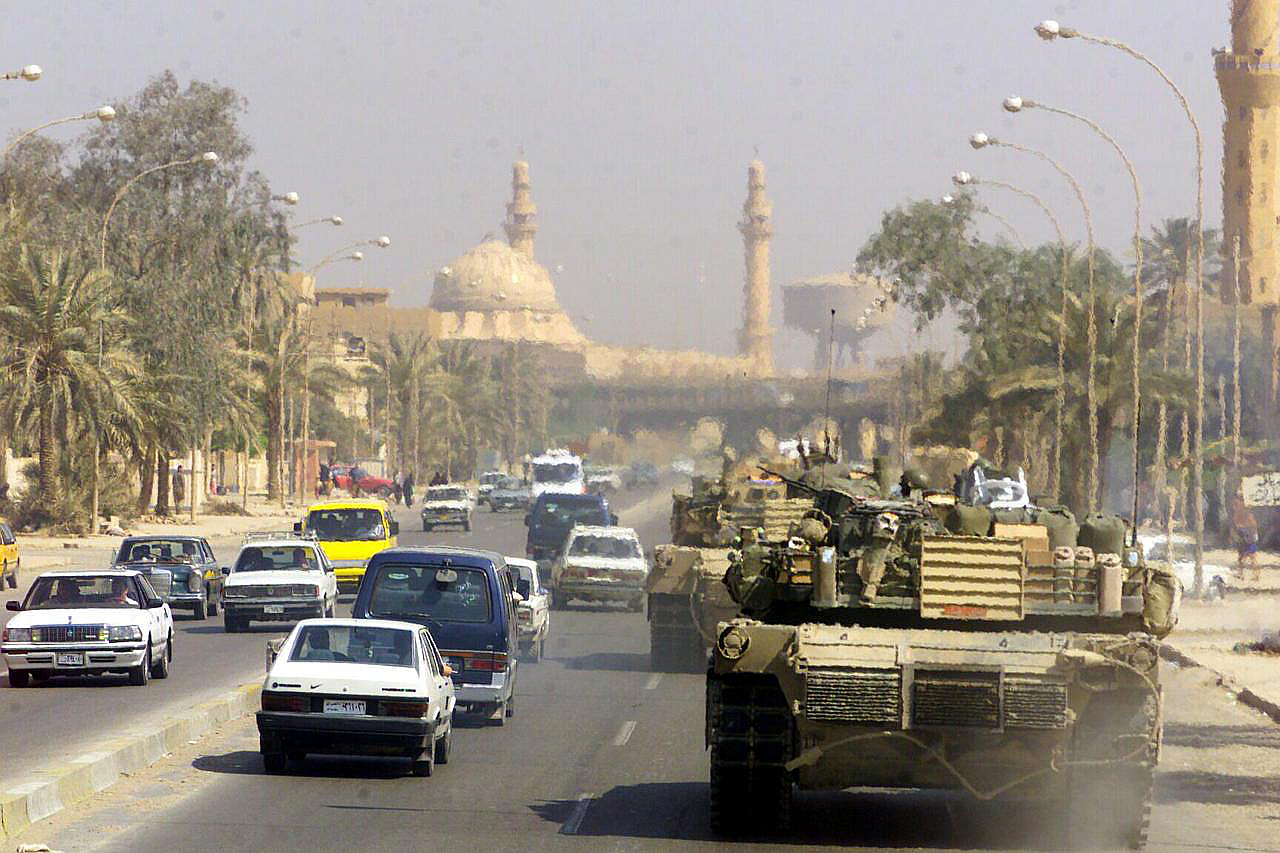
Um tanque M1 Abrams americano nas ruas de Bagdá

Após três semanas da invasão, a 3 de abril de 2003, tropas americanas da 3.ª Divisão de Infantaria avançaram sobre a capital Bagdá. A batalha durou nove dias e se encerrou oficialmente em 14 de abril. Em 1 de maio, o presidente americano George W. Bush declarou o fim da guerra (apesar do conflito ter continuado por mais oito anos).
Bagdá sofreu vários danos a sua infraestrutura durante os combates. Além das perdas econômicas e em vidas, houve também danos culturais, com museus e peças histórias destruídas devido aos bombardeios ou aos saques.
Estima-se que pelo menos 2 000 soldados iraquianos foram mortos. Comparativamente, muito poucos soldados da coalizão morreram (34 confirmados). Após a queda de Bagdá, as forças da Coalizão moveram-se rápido para o norte e capturaram as cidades de Quircuque (10 de abril) e Ticrite (15 de abril).